# Barockschloss Königshain

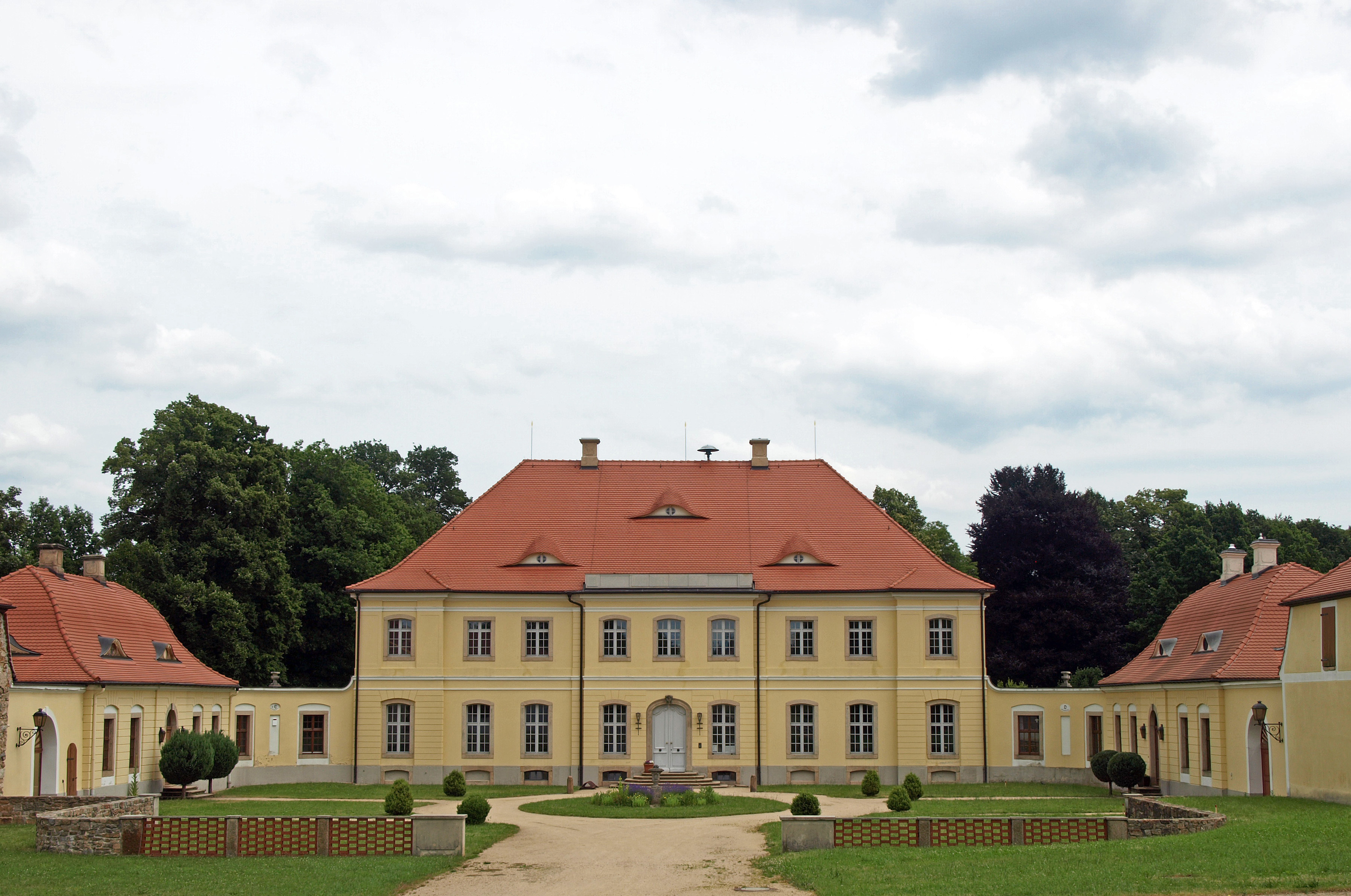
Barockschloss Königshain, Hofseite mit Wirtschaftsgebäuden (2014)

Das Barockschloss Königshain ist neben dem Renaissanceschloss Königshain eines der beiden Schlösser in der zur Oberlausitz gehörenden ostsächsischen Gemeinde Königshain im Landkreis Görlitz. Es wurde zwischen 1764 und 1766 errichtet und ist Teil der ausgedehnten Gutsanlage des früheren Rittergutes Königshain, zu der auch das Renaissanceschloss und eine Vielzahl an Wirtschaftsgebäuden gehören. Das auch als Neues Schloss Königshain bezeichnete Gebäude steht unter Denkmalschutz.

## Geschichte und Architektur

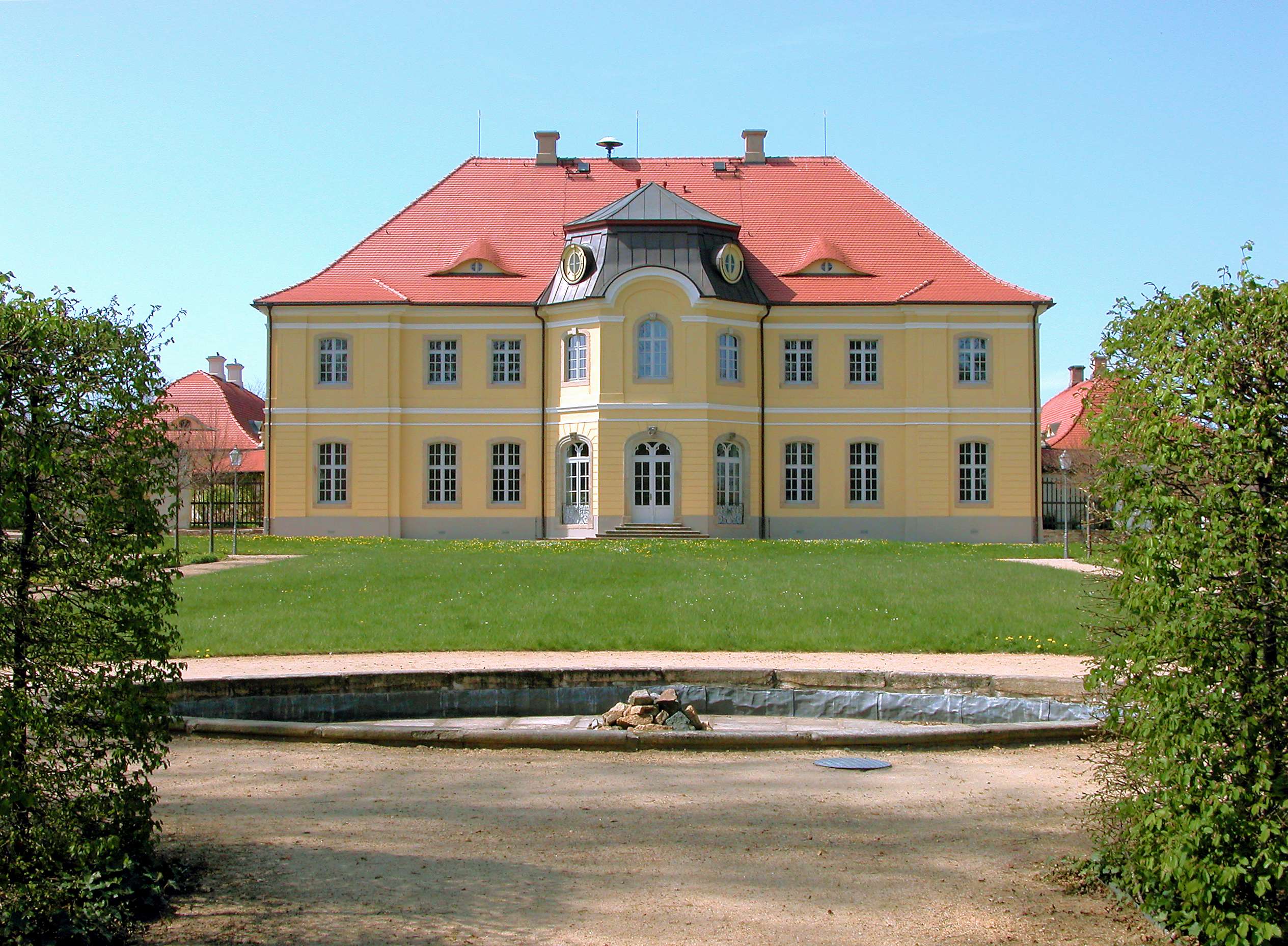
Parkseite des Schlosses (2007)

Das Rittergut Königshain kam im Jahr 1660 in den Besitz der Adelsfamilie von Schachmann. Das neue Schloss im Stil des Dresdner Barock wurde zwischen 1764 und 1766 unter Carl Adolph Gottlob von Schachmann errichtet. Nach Schachmanns Tod im Jahr 1789 kam das Gut über dessen Ehefrau in den Besitz des Neffen Carl Heinrich Ludwig von Heynitz. Letzter Erbe des Grundbesitzes war Dietrich von Heynitz, der im Jahr 1945 infolge der Bodenreform in der Sowjetischen Besatzungszone enteignet. Nach einer kurzzeitigen Nutzung der Räumlichkeiten durch die Rote Armee wurde in dem Schloss ein Kindergarten eingerichtet. Nach der Wende wurde die Schlossanlage von der Gemeinde Königshain gekauft, zwischen 1997 und 2006 erfolgten umfangreiche Sanierungsarbeiten an der gesamten Anlage.
Der Haupttrakt des Schlosses ist ein zweigeschossiges Gebäude mit neun Achsen. Auf der Hofseite sind die drei mittleren Achsen als Mittelrisalit und die jeweils außen liegenden Achsen als Seitenrisalit hervorgehoben. Zwischen den beiden Geschossen sowie auf Höhe der Traufe ist die Fassade durch Gurtgesims gegliedert. Die Fenster des Schlosses sind – mit Ausnahme der jeweils im Obergeschoss zwischen den Risaliten liegenden Fenster – segmentbogig abgeschlossen. Auf der Gartenseite liegt ein gewölbter Mittelrisalit mit zentralem Eingang. In der mittleren Achse ist das Gesims korbbogig, abgeschlossen wird der Mittelrisalit durch ein Zeltdach mit zwei verschlossenen Okuli. Das Schloss hat ein Walmdach mit mehreren Fledermausgauben. Das Gebäude ist durch zwei halbkreisförmige Flügel mit den vorgelagertem Küchen- und Kavalierspavillon verbunden.